# 阿努瓦桑-沙特朗
阿努瓦桑-沙特朗（法語：Annoisin-Chatelans，法語發音：[anwazɛ̃ ʃatlɑ̃]）是法国伊泽尔省的一个市镇，属于拉图尔迪潘区。该市镇于1842年由原市镇阿努瓦桑（Annoisin）和沙特朗（Chatelans）合并而成。

## 地理
阿努瓦桑-沙特朗（45°45'25"N, 5°17'36"E）面积13.27 平方千米，位于法国奥弗涅-罗讷-阿尔卑斯大区伊泽尔省，该省份为法国东南部内陆省份，北起顺时针与安省、萨瓦省、上阿尔卑斯省、德龙省、阿尔代什省、卢瓦尔省和罗讷省。
与阿努瓦桑-沙特朗接壤的市镇（或旧市镇、城区）包括：昂比河畔耶尔、锡雪-圣于连和卡里雪、韦尔纳、克雷米约、莱里约、奥普特沃、圣博迪耶德拉图尔。

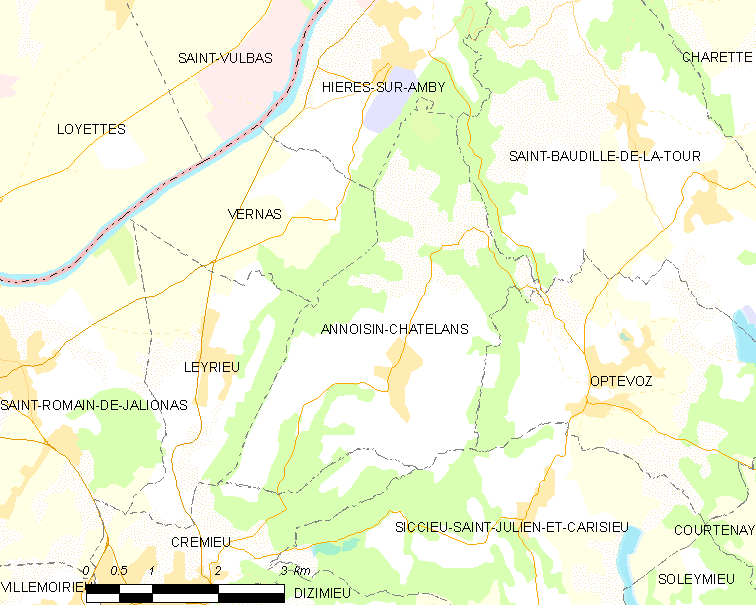
阿努瓦桑-沙特朗的OSM定位图

阿努瓦桑-沙特朗的时区为UTC+01:00、UTC+02:00（夏令时）。

## 行政
阿努瓦桑-沙特朗的邮政编码为38460，INSEE市镇编码为38010。

## 政治
阿努瓦桑-沙特朗所属的省级选区为沙尔维约-沙瓦尼厄县。

## 人口

1962-2008年间阿努瓦桑-沙特朗人口变化图示

阿努瓦桑-沙特朗于2022年1月1日时的人口数量为724人。